# Möslalm
Die Möslalm, auch Arzler Kristenalm, als Adresse Klein-Christen, ist eine Alm im Karwendel. Sie gehört der Stadt Innsbruck und liegt auch in ihrem Gemeindegebiet.

## Lage
Die Alm befindet sich im Gleirschtal, einem Nebental des Hinterautals östlich von Scharnitz, im Bereich der Ortschaft und des Stadtteils Hötting, auf 1262 m ü. A. Sie liegt damit zwischen der Nordkette im Süden und der Gleirsch-Halltal-Kette im Norden sowie zwischen Kleinem Solstein (2637 m ü. A.) und Hohem Gleirsch (2492 m ü. A.). Bei der Möslalm zweigen das Kleinkristental nach Süden zur Frau Hitt (2270 m ü. A.) und das Gleirscher Riegelkar nach Nordosten zum Hohen Gleirsch ab.
Die Alm selbst umfasst den Talgrund beim Bodenwald, der Gleirschbach fließt hier unterirdisch, da er beim Kreidenegg 2 km taleinwärts versickert, und erst unterhalb, bei der Amtssäge (1223 m ü. A.), wieder als Quelle auftaucht. Der Name der Alm, zu Moos (Feuchtgebiet), bezieht sich darauf.

## Bewirtschaftung
Die Alm umfasst drei Gebäude und eine Kapelle. Sie ist eine Melkalm und wird mit etwa 200 Stück Vieh bestoßen. Sie produziert vor Ort – bekannt ist sie besonders für den Graukäse.
Die Möslalm ist ein beliebter Einkehrbetrieb für Bergwanderer, insbesondere bei längeren Karwendeldurchquerungen. Sie bietet eine Übernachtungsmöglichkeit mit 30 Lagern. Für Kinder existiert ein kleiner Streichelzoo.
Sie wird nach ökologischen Gesichtspunkten bewirtschaftet und verfügt über eine Pflanzenkläranlage.
Bedeutung hat sie auch in der Landschaftspflege für die Stadtverwaltung, die dem Almpächter obliegt: Das Almgebiet umfasst rund 3000 Hektar, also 1⁄3 des ganzen Stadtgebiets Innbrucks (105 km²), wobei der direkte Raum um die Alm zu Hötting, der mittlere zu Mühlau und der hintere zu Arzl gehört.

## Geschichte

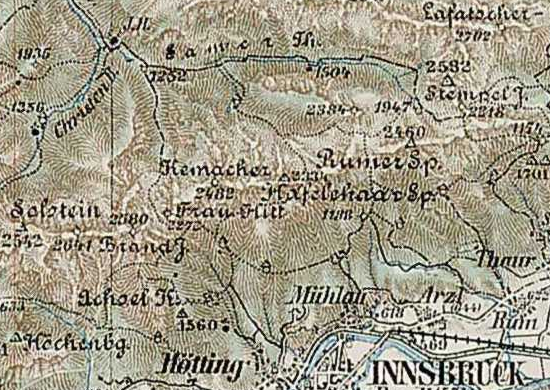
Nordkette und Samerthal, um 1898–1905 (Detail aus Franzisco-Josephinische Landesaufnahme, Blatt 29–47 Innsbruck)

Das obere Gleirschtal (historisch Gleirs Thal) wird „Samertal“ (alt „Samer Thal“) genannt.
Die Alpe hieß Samer-Alpe.
Dort befand sich ein wichtiger Säumerweg vom Salzbergbaugebiet des Halltals durch das Isstal und über das Stempeljoch (2215 m ü. A.), der direkt ins Bayerische und den Außerfern führte. Die benachbarte Alm im Mandltal, das zum Hafelekar führt, ist heute verfallen, ebenso die Pfeisalm nahe der heutigen Pfeishütte.
Der Name Arzler Kristenalm unterscheidet sie von der „Zirler“ Kristenalm im Großkristental, das zur Gemeinde Zirl gehört. Die Adresse Klein-Christen (alte Schreibweise des Talnamens) kommt vom Kleinkristental, das bei der Alm südwärts abzweigt.
Das Gebiet gehörte ursprünglich zur Gemeinde Hötting und wurde mit dieser 1938 nach Innsbruck eingemeindet. Sie ist eine der fünf Almen im Besitz der Stadt Innsbruck und war über 80 Jahre – in drei Generationen – an die Familie Kircher aus Arzl verpachtet. Seit 2019 hat die Alm mit der Familie Ripfl einen neuen Pächter.

## Wege und Sehenswürdigkeiten
Die Almkapelle steht unter Denkmalschutz, sie datiert um 1900.
Die Alm liegt vollständig im Alpenpark Karwendel, einem Naturpark und Europaschutzgebiet (FFH und Vogelschutz), einem der wichtigsten Tiroler Schutzgebiete (grenzübergreifend mit Bayern).
Das Wandergebiet gehört indirekt noch zur Olympiaregion Seefeld.
Der Aufstieg erfolgt einfach von Scharnitz-Wiesenhof (Parkplätze Karwendeltäler, kostenpflichtig) durch die Gleirschklamm (oder diese auf der Forststraße umgehend) und die Amtssäge in etwa 3 Stunden und ist auch als Mountainbikeroute interessant. Auch der Zugang von Innsbruck mit einem Abstieg von der Bergstation Hafelekar der Nordkettenbahn über das Tunigskar oder das Hafelekar und das Mandltal (ca. 2½ h) ist möglich.
Benachbart liegen die Hütten Amtssäge (1223 m ü. A.), die Kristenalm (1348 m ü. A.) im Großkristental, die Pfeishütte im Samertal und das Hafelekarhaus (2269 m ü. A.) der Nordkettenbahn.